# Sidonie von Sachsen (1834–1862)

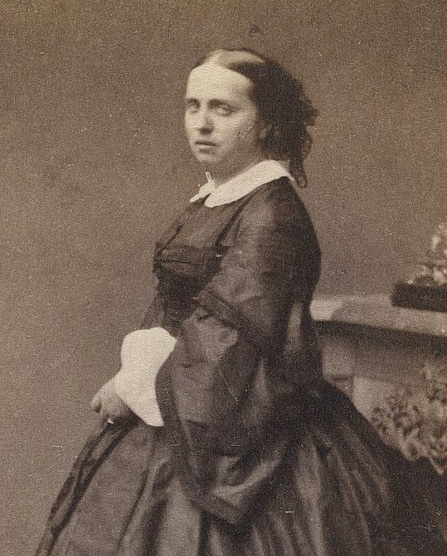
Prinzessin Sidonie

Maria Sidonie Ludovica (auch Sidonia; * 16. August 1834 auf Schloss Pillnitz bei Dresden; † 1. März 1862 in Dresden) war eine Prinzessin von Sachsen und Herzogin zu Sachsen. Ihren Namen erhielt die Prinzessin nach Sidonie von Böhmen, der Stammmutter der albertinischen Linie des Hauses Wettin.

## Familie
Sidonie war die dritte von sechs Töchtern von Johann von Sachsen und Amalie Auguste von Bayern. Sie hatte zudem drei ältere Brüder, die späteren Könige Albert und Georg sowie den mit 16 Jahren verstorbenen Prinz Ernst.
Bei ihrer Geburt war noch nicht absehbar, dass ihr Vater selbst einmal König werden würde. Ihr Großvater Maximilian hatte erst vier Jahre zuvor auf seine Thronfolge zu Gunsten seines ältesten Sohns Friedrich August verzichtet, der zudem zum Mitregenten des greisen Königs Anton bestellt wurde. Erst nach Antons Tod (1836) sowie dem Unfalltod des ohne legitimen Sohn gebliebenen Friedrich August II. (1854) wurde Johann zum Oberhaupt des Königreichs Sachsen gekrönt. 
Sidonies Mutter Amalie Auguste war eine Tochter des bayerischen Königs Maximilian I. Joseph. Deren Zwillingsschwester Elisabeth Ludovika war durch Heirat von 1840 bis 1861 Königin von Preußen, ihre jüngere Schwester Maria Anna von Bayern war Amalie Augustes Vorgängerin als Königin von Sachsen (1836–1854) und deren Zwillingsschwester Sophie Friederike war Erzherzogin von Österreich und Mutter des Kaisers Franz Joseph I.

## Leben

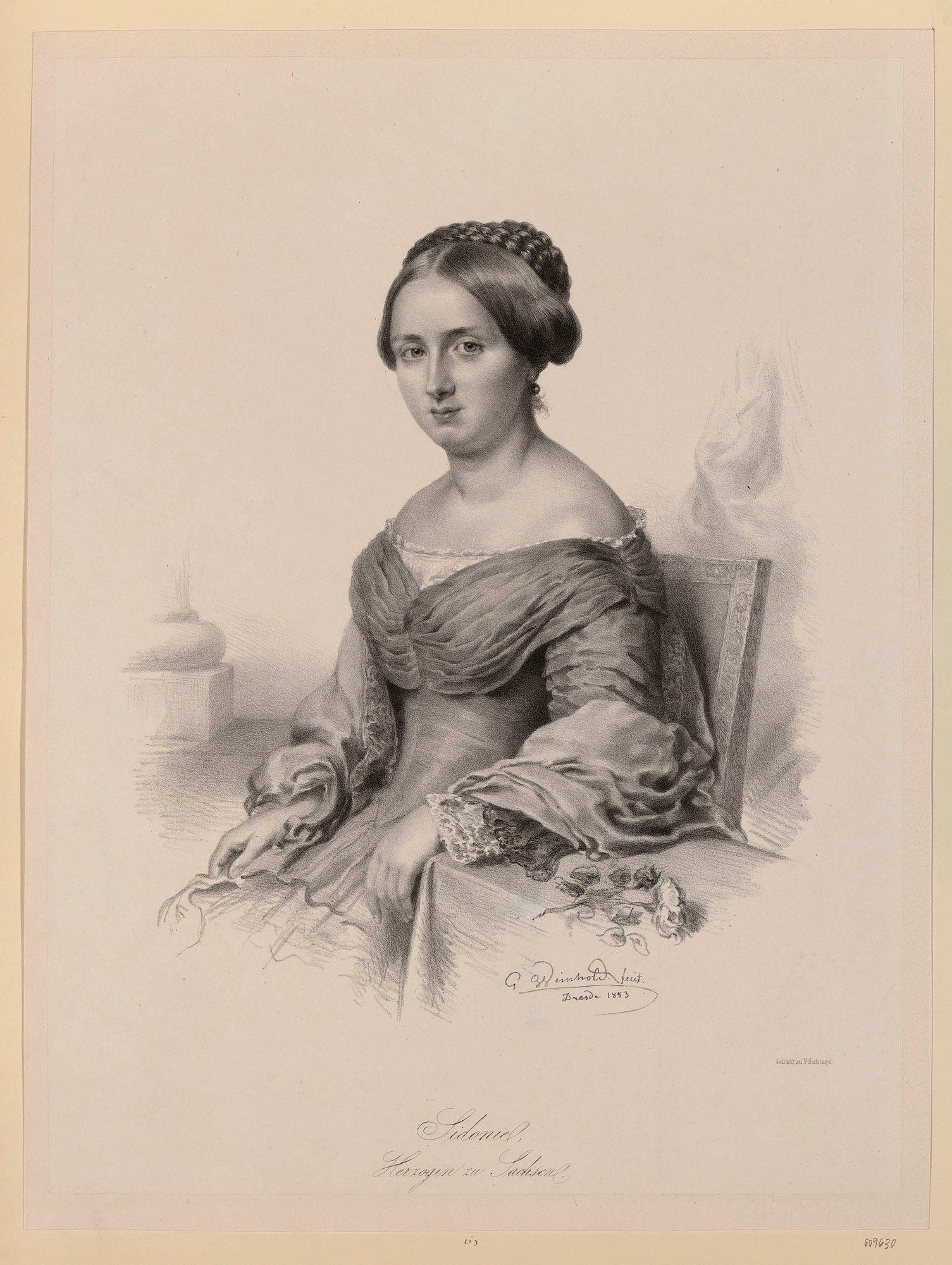
Johann Georg Weinhold: Sidonie, Herzogin zu Sachsen, 1853

Die Prinzessin wurde am 16. August 1834 morgens gegen 6 Uhr auf Schloss Pillnitz südöstlich von Dresden geboren, das Johanns Familie bis zu seiner Thronbesteigung bewohnte.
Neben Maria Anna von Preußen war Sidonie eine mögliche Heiratskandidatin für den jungen Kaiser Franz Joseph I., der auch mehrfach in Sachsen bei seinem Freund und Cousin Albert weilte. Die Erzherzogin von Österreich konnte letztlich eine stärkere Bindung an die Wittelsbacher durchsetzen, indem sie ihn im August 1853 mit einer der Töchter ihrer in Bayern verheirateten Schwester Ludovika Wilhelmine vermählte, Sisi.
Im Frühjahr 1853 warb der badische Prinz-Regent Friedrich um Sidonie, das Zusammenkommen der Verbindung scheiterte nach Meinung ihres Vaters Johann an den unterschiedlichen Konfessionen. Ehen von Johanns Kindern sollten, wenngleich nicht jede auf rein persönlicher Zuneigung basierte, generell keine ausschließlich politisch motivierten Verbindungen sein. Neben einer standesgemäßen Heirat war ihm ein „häusliches Glück“ für seine Kinder wichtig, sodass er 1855 im verwitweten König Viktor Emanuel II. von Sardinien-Piemont keinen geeigneten Partner für Sidonie sah, diese jedoch mit ihrer älteren Schwester, Prinzessin Elisabeth von Savoyen-Carignan, zu einem persönlichen Kennenlernen nach Italien reisen ließ. Der 1857 in Pillnitz weilende Jérôme Napoleon, Cousin des französischen Kaisers Napoleon III., stieß nicht nur beim Königspaar, sondern auch bei Sidonie auf Vorurteile und Ablehnung, sodass er seine Werbungsabsichten um sie aufgab.
Da die königliche Heiratspolitik keine schnelle Vermählung zum Ziel hatte und auch andere Kandidaten scheiterten, war die 27-jährige Sidonie unverheiratet, als sie nach mehrwöchiger Krankheit am 1. März 1862 abends um halb acht in Dresden an Typhus verstarb. Sie wurde in der Großen Gruft in der Katholischen Hofkirche beigesetzt.
Auch in München wurde des Todes der Prinzessin gedacht, die eine Cousine des bayerischen Königs Maximilians II. war. Der für den 5. März geplante Kammerball wurde abgesagt und eine 14-tägige Hoftrauer angeordnet.

## Ehrungen
Im Kurpark Bad Oeynhausen wurde eine Eiche auf den Namen Sidonien-Eiche getauft, als die Prinzessin im Jahr 1852  Bad Oeynhausen besuchte. Die Eiche ist eine der ältesten im Kurpark.
Nach ihr wurde 1855 die südöstlich des Dresdner Altstadtkerns in der Seevorstadt gelegene Sidonienstraße benannt. Infolge der Neugestaltung des Straßennetzes nach den Zerstörungen des Zweiten Weltkriegs verbindet sie heute als Richtungsfahrbahn westwärts die Wiener Straße mit der St. Petersburger Straße, des Weiteren bindet sie beide Straßen an die westwärts führende Röhre des Tunnels Wiener Platz an. Ursprünglich verlief die Sidonienstraße bis zur Prager Straße.
Die nordwestlich von Dresden gelegene Gemeinde Radebeul hat 1874 die Straße am Radebeuler Bahnhof nach der verstorbenen Prinzessin benannt.

## Vorfahren
| Alteltern           | König August III. (1696–1763) ⚭ 1719 Maria Josepha von Österreich (1699–1757)                    | Kaiser Karl VII. (1697–1745) ⚭ 1722 Maria Amalia von Österreich (1701–1756)                      | Herzog Philipp von Parma (1720–1765) ⚭ 1738 Marie Louise Élisabeth de Bourbon (1727–1759) | Kaiser Franz I. Stephan (1708–1765) ⚭ 1736 Maria Theresia (1717–1780)                   | Herzog Christian III. von Pfalz-Zweibrücken (1674–1735) ⚭ 1719 Karoline von Nassau-Saarbrücken (1704–1774) | Joseph Karl von Pfalz-Sulzbach (1694–1729) ⚭ 1717 Elisabeth Auguste Sofie von der Pfalz (1693–1728)      | Großherzog Karl Friedrich von Baden (1728–1811) ⚭ 1751 Karoline Luise von Hessen-Darmstadt (1723–1783) | Landgraf Ludwig IX. (1719–1790) ⚭ 1741 Karoline Henriette von Pfalz-Zweibrücken (1721–1774)        |
| Urgroßeltern        | Kurfürst Friedrich Christian von Sachsen (1722–1763) ⚭ 1747 Maria Antonia von Bayern (1724–1780) | Kurfürst Friedrich Christian von Sachsen (1722–1763) ⚭ 1747 Maria Antonia von Bayern (1724–1780) | Herzog Ferdinand von Bourbon (1751–1802) ⚭ 1769 Maria Amalia von Österreich (1746–1804)   | Herzog Ferdinand von Bourbon (1751–1802) ⚭ 1769 Maria Amalia von Österreich (1746–1804) | Friedrich Michael von Pfalz-Birkenfeld (1724–1767) ⚭ 1746 Maria Franziska von Pfalz-Sulzbach (1724–1794)   | Friedrich Michael von Pfalz-Birkenfeld (1724–1767) ⚭ 1746 Maria Franziska von Pfalz-Sulzbach (1724–1794) | Karl Ludwig von Baden (1755–1801) ⚭ 1774 Amalie von Hessen-Darmstadt (1754–1832)                       | Karl Ludwig von Baden (1755–1801) ⚭ 1774 Amalie von Hessen-Darmstadt (1754–1832)                   |
| Großeltern          | Maximilian von Sachsen (1759–1838) ⚭ 1792 Caroline von Bourbon-Parma (1770–1804)                 | Maximilian von Sachsen (1759–1838) ⚭ 1792 Caroline von Bourbon-Parma (1770–1804)                 | Maximilian von Sachsen (1759–1838) ⚭ 1792 Caroline von Bourbon-Parma (1770–1804)          | Maximilian von Sachsen (1759–1838) ⚭ 1792 Caroline von Bourbon-Parma (1770–1804)        | König Maximilian I. Joseph (1756–1825) ⚭ 1797 Friederike Karoline Wilhelmine von Baden (1776–1841)         | König Maximilian I. Joseph (1756–1825) ⚭ 1797 Friederike Karoline Wilhelmine von Baden (1776–1841)       | König Maximilian I. Joseph (1756–1825) ⚭ 1797 Friederike Karoline Wilhelmine von Baden (1776–1841)     | König Maximilian I. Joseph (1756–1825) ⚭ 1797 Friederike Karoline Wilhelmine von Baden (1776–1841) |
| Eltern              | König Johann von Sachsen (1801–1873) ⚭ 1822 Amalie Auguste von Bayern (1801–1877)                | König Johann von Sachsen (1801–1873) ⚭ 1822 Amalie Auguste von Bayern (1801–1877)                | König Johann von Sachsen (1801–1873) ⚭ 1822 Amalie Auguste von Bayern (1801–1877)         | König Johann von Sachsen (1801–1873) ⚭ 1822 Amalie Auguste von Bayern (1801–1877)       | König Johann von Sachsen (1801–1873) ⚭ 1822 Amalie Auguste von Bayern (1801–1877)                          | König Johann von Sachsen (1801–1873) ⚭ 1822 Amalie Auguste von Bayern (1801–1877)                        | König Johann von Sachsen (1801–1873) ⚭ 1822 Amalie Auguste von Bayern (1801–1877)                      | König Johann von Sachsen (1801–1873) ⚭ 1822 Amalie Auguste von Bayern (1801–1877)                  |
| Sidonie von Sachsen |                                                                                                  |                                                                                                  |                                                                                           |                                                                                         | | | | |